# 长庆街道 (白城市)
长庆街道，是中华人民共和国吉林省白城市洮北区下辖的一个乡镇级行政单位。

## 行政区划
长庆街道下辖以下地区：
白鹤社区、跃辉社区、安居社区、白福社区、馨华园社区、丰华园社区和新居社区。